# Diecezja Chiang Mai
Diecezja Chiang Mai (łac. Dioecesis Chiangmaiensis)  – rzymskokatolicka diecezja w Tajlandii. Powstała w 1959 r. jako prefektura apostolska, a podniesiona do rangi diecezji w 1969 r.

## Główne świątynie
- Katedra: Katedra Najświętszego Serca Jezusowego w Chiang Mai

## Biskupi

### Prefekt apostolski
- Lucien Bernard Lacoste, biskup Dali (1959–1969)

### Biskupi diecezjalni
- Lucien Bernard Lacoste (1969–1975)
- Robert Ratna Bamrungtrakul (1975–1986)
- Joseph Sangval Surasarang (1986–2009)
- Francis Xavier Vira Arpondratana (2009–2025)